# 乘坐前往彼世的公交车以告别。
《乘坐前往彼世的公交车以告别。》（日语：あの世行きのバスに乗ってさらば。）是日本音乐组合TUYU的第五首歌曲，发布于2019年11月13日。节拍为每分钟240拍。

## 简介
此曲为TUYU演唱，于2019年11月13日发行并在Youtube上传音乐视频，动画由AzyuN制作，插画由おむたつ绘制。歌曲时长3分15秒，每分钟240拍（BPM240），歌词表达了主人公「巴士酱」对自我生命的自卑与愧疚与对未来的绝望，渴望解脱的情感。
TUYU创作了另一首歌曲《如果终点还在前方。》承接此曲的故事作为结局。

## 迴響
〈乘坐前往彼世的公交车以告别。〉的音乐视频于2019年11月13日在Youtube发布，视频为附带歌词的动漫风格动画。截止2024年4月28日，此音乐视频的播放次数已达到2556万次。